# Pomník Gustava Winterhollera
Pomník Gustava Winterhollera byl pomník vztyčený v roce 1895 na památku ve své době oblíbeného brněnského starosty Gustava Winterhollera. Jako symbol německého Brna a jablko sváru mezi jeho českými a německými obyvateli byl pomník dvakrát vztyčen a dvakrát odstraněn.

## Historie
Myšlenka na zřízení pomníku se objevila mezi obyvateli města Brna záhy po náhlém úmrtí starosty Winterhollera roku 1894. Jejího uskutečnění se chopil především magistrát města a brněnský spolek Deutsche Lesehalle, který na pomník vyhlásil veřejnou sbírku. Nejvíce prostředků se vybralo právě mezi členy spolku Deutsche Lesehalle, v jehož nepočetných řadách byly zastoupeny významné osobnosti německých brněnských elit. Významnými přispěvateli byly další brněnské, většinou německé spolky, avšak i stovky prostých, jednotlivých obyvatel města. Celkový výtěžek sbírky činil v závěru roku 1894 přes 17 tisíc zlatých a zaručoval tak dostatek prostředků pro stavbu reprezentativního pomníku.

### Autor pomníku

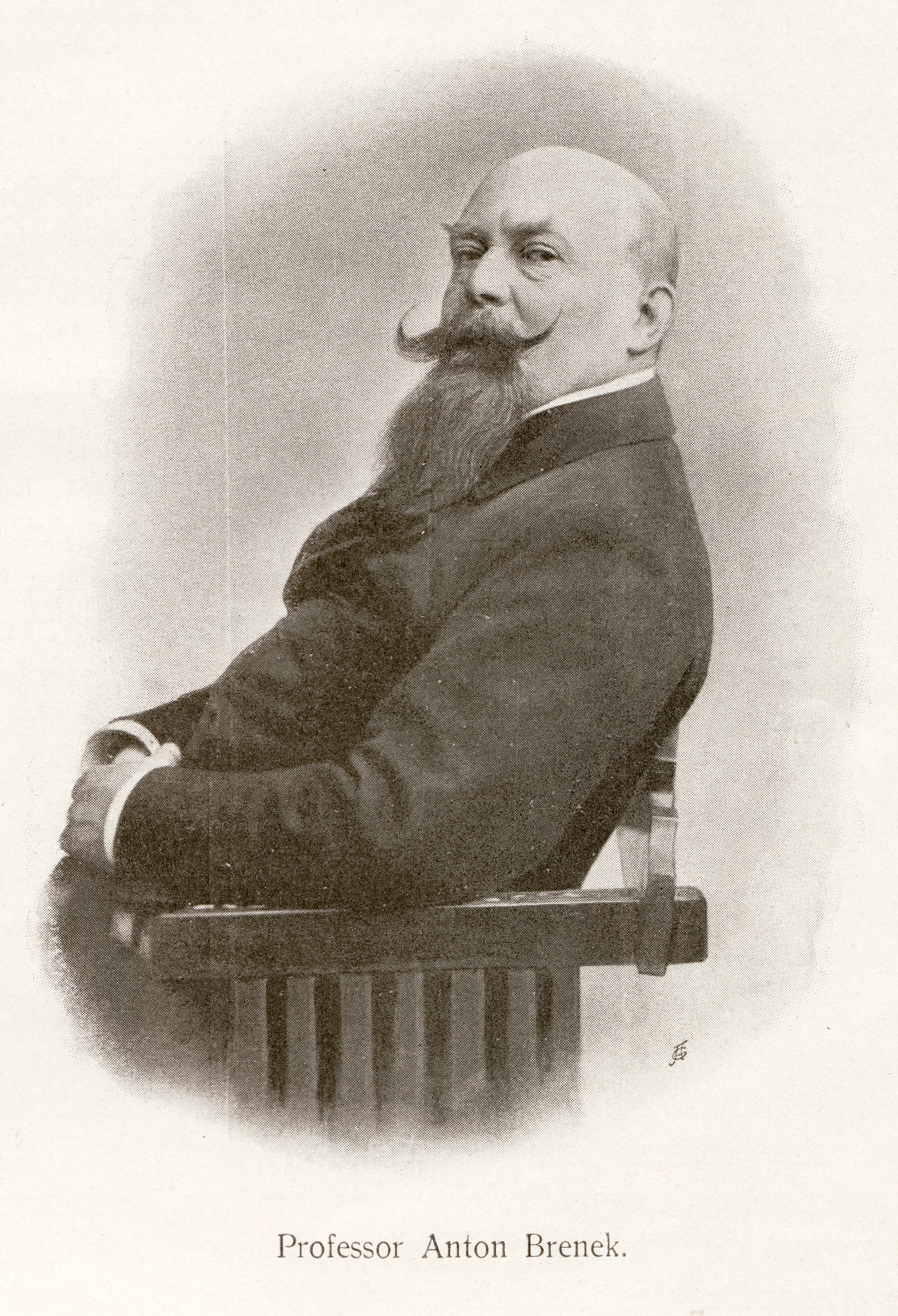
Autor pomníku sochař Anton Brenek

Tvorbou pomníku byl magistrátem města pověřen vídeňský sochař Anton Brenek (1848-1908). Výběr padl na osvědčeného autora, neboť Anton Brenek byl tvůrcem již dvou v Brně stojících pomníků. Jeho dílem byl monumentální pomník císaře Josefa II. před Německým domem a pomník básníka Franze Grillparzera stojící u hlavní promenády v parku Koliště. Nikoli nedůležitou okolností byl patrně i sochařův původ. Anton Brenek pocházel z Brna, z rodiny brněnského akademického sochaře Josefa Breneka (1820-1878). Německá národnost a reprezentativní akademický styl již ve Vídni usazeného a renomovaného tvůrce Antona Breneka byly dalšími aspekty, které z něj činily ideálního kandidáta, jemuž byla zakázka přidělena bez výběrového řízení v okamžiku, kdy se městská rada pro stavbu pomníku vůbec rozhodla.

### Umístění pomníku
Během dlouhých diskuzí, které probíhaly v brněnském tisku, na magistrátu, v kruzích brněnských spolků a mezi veřejností, přicházela v potaz řada míst v centru města Brna, kde by pomník mohl být umístěn. Největšího ohlasu se zpočátku těšilo okolí Městského divadla (dnešní Mahenovo divadlo), vzhledem k tomu, že se o jeho stavbu starosta Gustav Winteholler významně zasloužil. Nakonec však převážil názor, umístit pomník na klidnější místo - do severního závěru parku Koliště, kde by mohl více vyniknout a vytvořit tak dominantu hlavní promenády, jež vedla středem tohoto rozsáhlého městského parku.

## Návrhy na pomník a stavba
Dodnes se nám zachovaly dva Brenekovy návrhy pomníku. První návrh je prostší. Počítá s kamenným soklem ozdobeným alegorií, na němž spočívá busta starosty. Vzhledem k dostatku finančních prostředků se ještě v závěru roku 1894 přistoupilo k rozšíření tohoto návrhu o zdobnou balustrádu. Městská rada trvala na tom, že busta pomníku musí nést viditelné rysy zesnulého starosty Gustava Winterhollera. Autor pomníku Anton Brenek tak vytvořil dle fotografií starosty sochařský portrét provedený v bílém mramoru, který tvořil ústřední část pomníku. Na kamenném soklu byla umístěna bronzová alegorie, která měla symbolizovat starostovu péči o vzdělání. Starosta Gustav Winterholler se velmi zasloužil o podporu městských škol. V době jeho působení ve funkci starosty vznikly v Brně také na svou dobu novátorské mateřské školky, jejichž statut c. a k. ministerstvo kultu a vyučování ovšem schválilo již roku 1872 pro celou Rakousko-uherskou monarchii. Alegorie okřídleného génia s dubovou ratolestí v pravici, městským znakem v levici a dítětem symbolizovala celou starostovu slavnou kariéru. Sokl pomníku byl ve střední části opatřen nápisem „GUSTAV WINTERHOLLER“. Na patě soklu bylo napsáno: „ERRICHTET VON SEINEN MITBÜRGERN MDCCCXCV“. Veškeré stavební práce byly dokončeny na podzim roku 1895. Dne 6. listopadu 1895 došlo ke slavnostnímu odhalení pomníku.

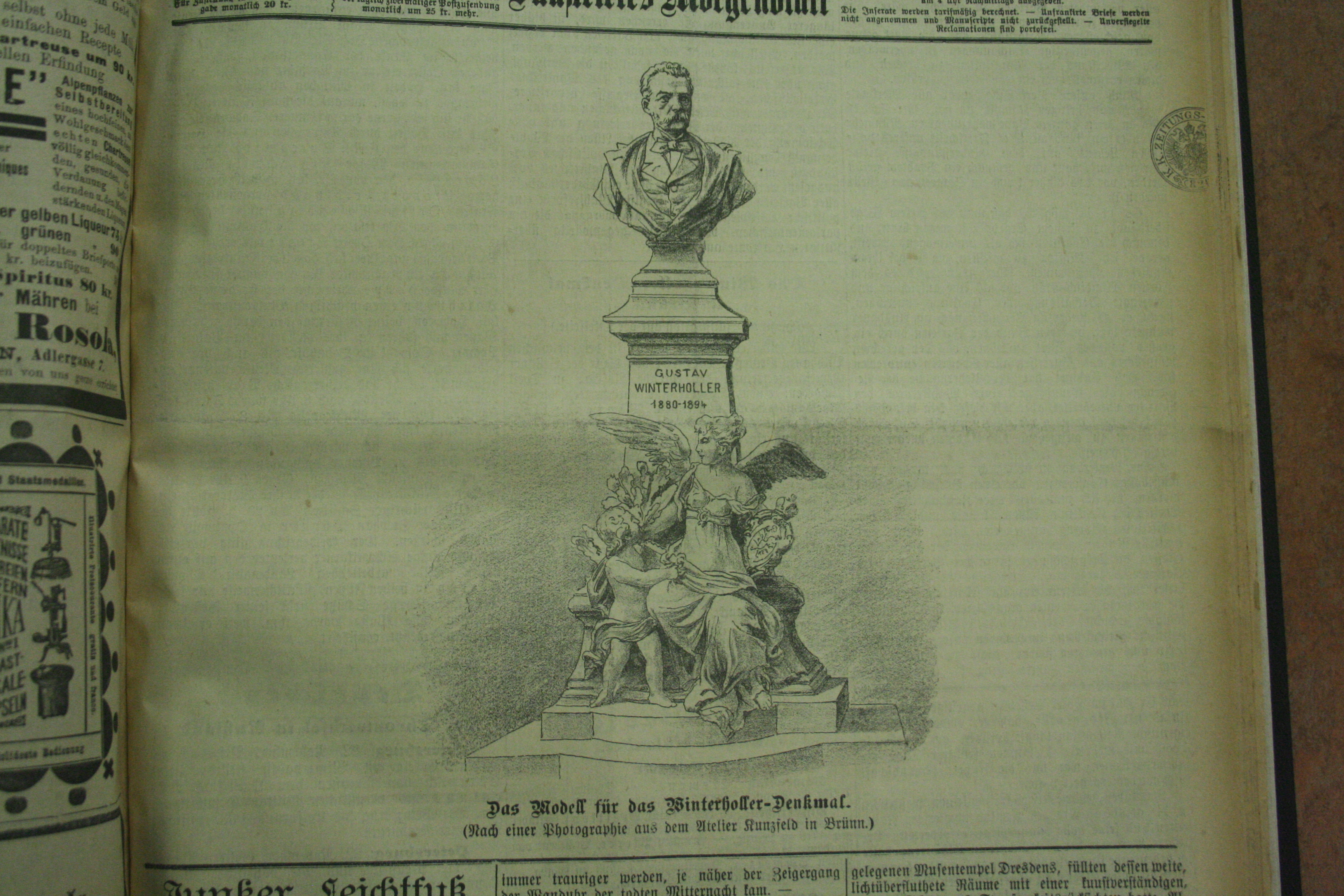
Anton Brenek: První návrh na pomník Gustava Winterhollera (Kresba dle fotografie z dobového tisku)

## Zánik
Vzhledem k angažmá německých obyvatel, německých spolků a německé správy města Brna při vztyčení pomníku Gustava Winterhollera se památka po vzniku Československé republiky roku 1918 stala trnem v oku pro české obyvatele města. Jako řada dalších brněnských pomníků, jež reprezentovaly německou kulturu města, podlehl i on záměrnému ničení ze strany českých vlastenců. Po prvním výročí vzniku republiky, dne 30. října 1919 bylo zjištěno, že přes noc byla z pomníku Gustava Winterhollera stržena a rozbita busta a došlo k dalším drobnějším poničením bronzové alegorie a soklu pomníku. Další osudy jsou nejasné. Snad zde sokl stál nadále bez busty a ve 30. letech byly jeho kamenné části využity pro stavbu nového pomníku, který byl umístěn v parku na Kolišti – funkcionalistického pomníku J. W. Goetha.

## Obnovení a opětovný zánik
Po vzniku protektorátu Čechy a Morava byla správa města Brna předána Němcům. Povětšinou ji nevykonávali Němci z Německa, nýbrž to byli převážně místní brněnští Němci, kteří se chopili možnosti restituovat poměry do doby před převzetím správy místními Čechy. Došlo tak velmi záhy, ještě na jaře roku 1939, k obnově řady zanedbaných, nebo zcela zničených pomníků. Obnovy se dočkal i pomník Gustava Winterhollera. Nebyl však zřízen na původním místě, neboť to se nyní nacházelo v těsné blízkosti nově proražené komunikace, která dnešní ulici Milady Horákové spojila s Moravským náměstím. Pomník tak musel ustoupit hlouběji do severního závěru parku. Po osvobození Československa r. 1945 byl pomník opět odstraněn. Jeho místo dnes zaujímá rozsáhlý monument – pomník Vítězství Rudé armády nad fašismem sochaře Vincence Makovského.